# Intel 8251

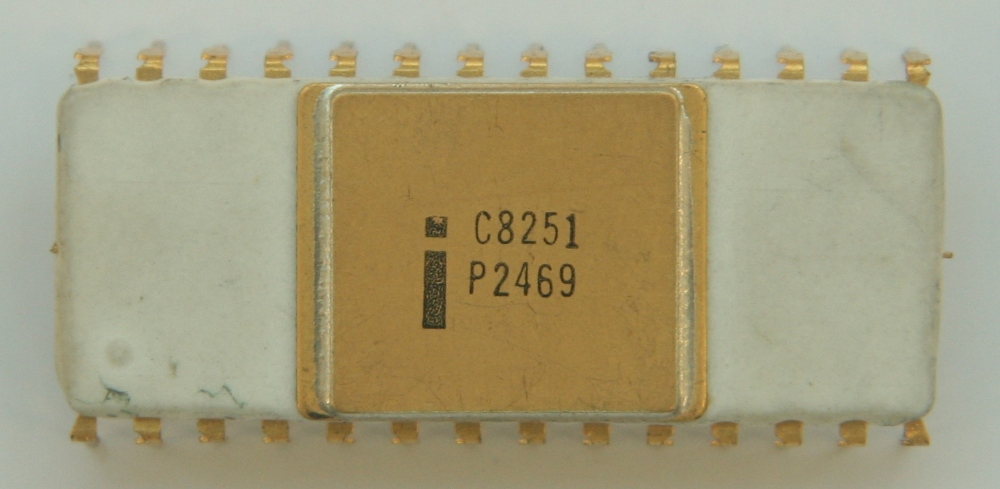
C8251 der Firma Intel

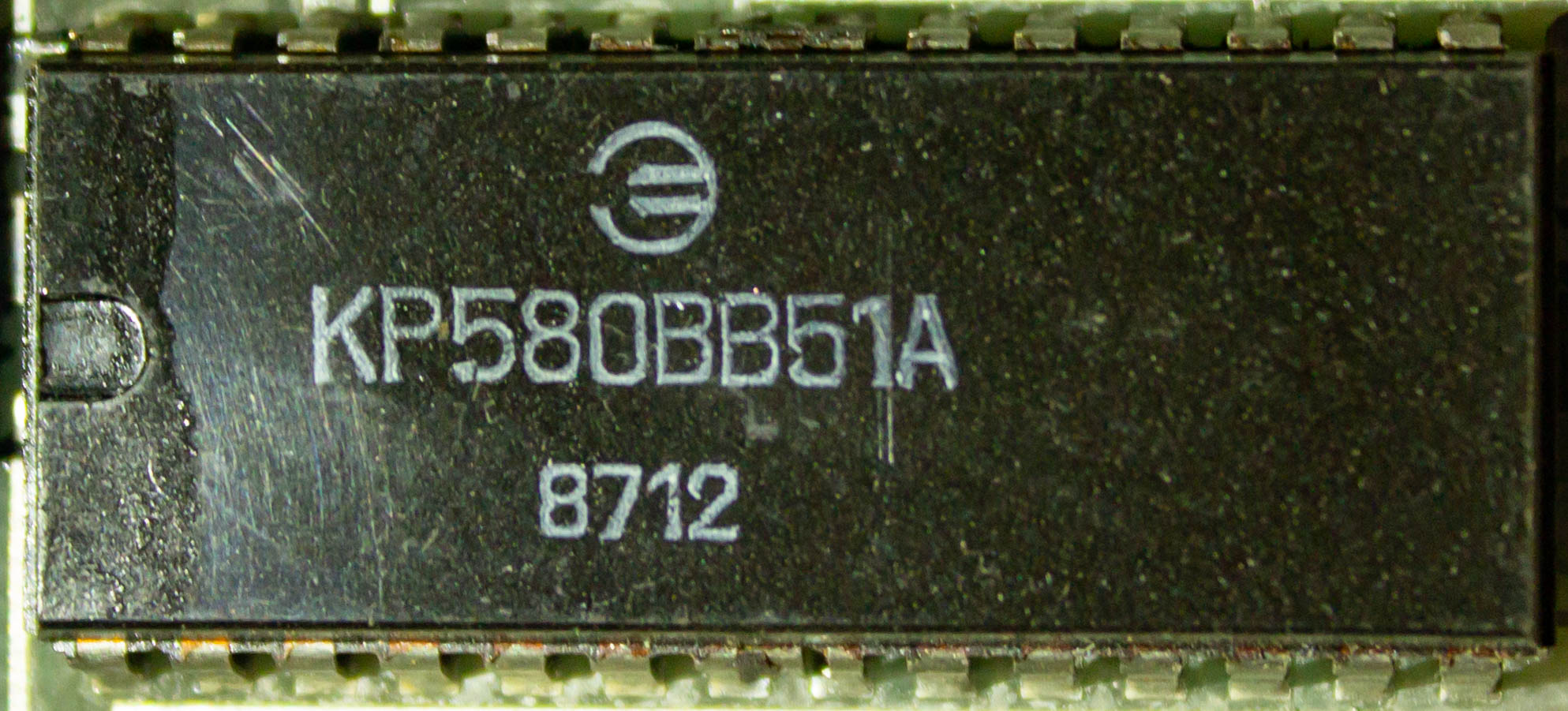
Äquivalenter Schaltkreis KR580WW51 aus sowjetischer Produktion (Hersteller: Kwantor Sbarasch; 1987)

Der Intel 8251 ist ein programmierbarer serieller Schnittstellenbaustein (USART, RS-232), der für die Intel-8080/8085-Prozessoren entwickelt wurde. Der Baustein wird im 28-Pin-DIL-Gehäuse geliefert. Er wurde u. a. an NEC und Siemens lizenziert. Die Übertragungsrate im asynchronen Betrieb beträgt bis zu 19.200 Baud.
Bei diesem Baustein handelt es sich um eine geringfügig inkompatible Variante des NSC 8250, welcher im IBM-PC-Standarddesign vorgesehen war.